# Sofular, Bala
Sofular là một xã thuộc huyện Bala, tỉnh Ankara, Thổ Nhĩ Kỳ. Dân số thời điểm năm 2011 là 479 người.